# Бакланов, Олег Дмитриевич
Оле́г Дми́триевич Бакла́нов (17 марта 1932, Харьков, Украинская ССР, СССР — 28 июля 2021, Иславское, Московская область, Россия) — советский и российский хозяйственный и политический деятель. Министр общего машиностроения СССР (1983—1988). Первый заместитель председателя Совета обороны СССР (1991). Секретарь ЦК КПСС (1988—1991). Депутат Совета Союза Верховного Совета СССР 11 созыва (1984—1989). Народный депутат СССР (1989—1992). Герой Социалистического Труда (1976), лауреат Ленинской премии (1982). Кандидат технических наук.
C 18 по 21 августа 1991 года являлся членом ГКЧП. С августа 1991 года по январь 1993 года находился под стражей по делу ГКЧП, обвинялся в заговоре с целью захвата власти, но в дальнейшем был амнистирован вместе с другими обвиняемыми по этому делу.

## Биография
Родился 17 марта 1932 года в Харькове. С 1948 по 1950 год учился в Харьковском ремесленном училище связи. Затем поступил на Харьковский приборостроительный завод, где начинает работу монтажником, а затем настройщиком радиоаппаратуры. В 1953 году стал членом КПСС.
В 1958 году, без отрыва от производства, окончил радиотехнический факультет Всесоюзного заочного энергетического института.
В 1962 году назначается заместителем главного инженера Харьковского приборостроительного завода, в 1963 году — главным инженером, а в 1972 году — директором. В 1969 году защитил кандидатскую диссертацию.
В апреле 1975 года назначается генеральным директором производственного объединения «Монолит», в который вошли приборостроительный завод имени Т. Г. Шевченко (головное предприятие), Особое конструкторское бюро, завод «Электроприбор» и СМУ-31
В ноябре 1976 года становится заместителем министра общего машиностроения, руководит 5-м и 6-м Главными управлениями министерства, а затем — вновь созданным 10-м Главным управлением (именно в этих Управлениях было сосредоточено создание систем управления ракетно-космическими объектами).
В 1981 году назначается первым заместителем министра, а в апреле 1983 года — министром общего машиностроения СССР. С 1985 по 1988 годы, являясь главой ракетно-космической отрасли Советского Союза, курировал государственную программу по созданию многоразовой транспортной космической системы «Энергия — Буран».
С 1984 по 1989 годы избирался депутатом Верховного Совета СССР от Донецкой области. В 1989—1992 — народный депутат СССР.
В 1986—1991 годах — член ЦК КПСС. С февраля 1988 по апрель 1991 года был секретарём ЦК КПСС по оборонным вопросам. C марта 1991 года работал заместителем председателя Совета обороны при Президенте СССР.
18 августа 1991 года вместе с Болдиным, Варенниковым и Шениным летал к Горбачёву в Форос.
Во время событий 19—21 августа 1991 года входил в состав Государственного комитета по чрезвычайному положению в СССР (ГКЧП). «В 1991 году я встал на защиту нашего государства», — отмечал он впоследствии.
После провала ГКЧП Бакланов вернулся в санаторий «Барвиха», где до этих событий проходил лечение, а на следующий день, 23 августа, был арестован в этом санатории. Его уголовное дело вёл старший следователь Генеральной прокуратуры СССР Леонид Прошкин. На арест Бакланова было дано согласие Президиума Верховного Совета СССР, в тот же день исключён из партии (в 1993 году Совет СКП-КПСС объявил данное решение «политически ошибочным»). 1 октября был исключён из состава Совета обороны. 2 января 1992 года депутатские полномочия Бакланова были прекращены в связи с распадом СССР. До 26 января 1993 года содержался в следственном изоляторе «Матросская тишина».
В феврале 1994 года амнистирован.
С 1994 года входил в руководящие органы партии «Российский общенародный союз». В июле 2001 года на ХХХII чрезвычайном съезде отколовшейся части СКП-КПСС был избран в состав «шенинского» секретариата Совета Союза компартий — КПСС (до 2004 года).
В 2004—2007 годах занимал пост советника вице-спикера Госдумы Сергея Бабурина. Также работал советником президента акционерного коммерческого банка «Мир». Возглавлял региональную общественную организацию «Общество дружбы и сотрудничества народов России и Украины». Во время президентских выборов 2004 года на Украине выступал в поддержку Виктора Януковича.
В 2005 году в письме выступил в поддержку арестованного на Украине Бориса Колесникова.
С 2005 года — председатель совета директоров ОАО «Корпорация „Рособщемаш“». Председатель правления Международного союза общественных объединений дружбы и сотрудничества со странами СНГ «Киевская Русь». Член консультативного совета при Министерстве промышленности и торговли РФ.
Советник генерального директора РКК «Энергия» имени С. П. Королёва.
После смерти Дмитрия Язова 25 февраля 2020 года Олег Бакланов оставался последним живущим членом ГКЧП.
28 июля 2021 года руководитель госкорпорации Роскосмос Д. О. Рогозин сообщил в своём аккаунте Twitter о смерти Олега Бакланова. Бывший секретарь ЦК КПСС скоропостижно скончался у себя на даче в селе Иславское на 90-м году жизни.
Похоронен 30 июля 2021 года на Федеральном военном мемориальном кладбище (уч. 16).
На смерть отозвались Александр Проханов, РКРП-КПСС, КПРФ.

## Семья
Жена — Лилия Фёдоровна Бакланова (1937—2010).
- Сын — Дмитрий (род. 1959), служил в правоохранительных органах. В книге «Красная дюжина. Крах СССР: они были против» (2012) рассказано, что супруга Бакланова Лилия Фёдоровна «в день задержания с инфарктом угодила в больницу, где пролежала четыре месяца», а его сына Дмитрия Олеговича, который занимался «борьбой с наркоманией и наркобизнесом», вскоре уволили из МВД[41].

## Сочинения
- Космос — моя судьба: Записки из «Матросской тишины». — М.: О-во сохранения лит. наследия, 2014; Т. 4 — 2019. — 712 с. — ISBN 978-5-902484-93-6.

## Награды, почётные звания
- Герой Социалистического Труда (1976)[4][5]
- орден Ленина (1976)[5]
- орден Октябрьской Революции (1971)[5]
- два ордена Трудового Красного Знамени (1966, 1974)[5]
- орден «Знак Почёта» (1960)[5]
- Лауреат Ленинской премии (1982)[4]
- Премия Правительства Российской Федерации имени Ю. А. Гагарина в области космической деятельности (2011) — за развитие ракетно-космической промышленности, организацию космической деятельности и использования её результатов в интересах науки, обеспечения социально-экономического развития и обороноспособности страны
- председатель Общества дружбы и сотрудничества народов России и Украины
- член президиума Российской академии космонавтики имени К. Э. Циолковского
- академик Международной академии информационных технологий
- академик Академии проблем безопасности, обороны и правопорядка.

- Национальная премия «Имперская культура» имени Эдуарда Володина (2012)[42]
- Почётный гражданин Харьковской области (2010)[43]

## Киновоплощения
- Актёр Анатолий Басин сыграл роль секретаря ЦК КПСС Олега Бакланова в художественном фильме «Ельцин. Три дня в августе» (Россия, 2011 год).